# 新疆大街駅
新疆大街駅（しんきょうだいがいえき、中国語: 新疆大街站）は、中華人民共和国黒龍江省哈爾濱市平房区にある駅。

## 利用可能な鉄道路線
- ハルビン地下鉄
  - ハルビン地下鉄1号線

## 駅周辺
- 侵華日軍第七三一部隊罪証陳列館

## 歴史
- 2019年4月10日 開業[1]。